# Politika u 1893.
◄◄ | ◄ | 1890. | 1891. | 1892. | 1893.  | 1894. | 1895. | 1896. | ► | ►►
Arhitektura • Astronomija • Biologija • Film • Fotografija • Glazba • Kazalište • Kemija • Kiparstvo • Knjige • Književnost • Kršćanstvo • Meteorologija • Medicina • Planinarstvo • Politika • Pravo • Promet • Slikarstvo • Strip • Šport • Znanost • Zrakoplovstvo • Željeznički promet
Politika u 1893.

## Svijet

### Događaji
- 17. siječnja − Svrgnuto je Havajsko Kraljevstvo.
- 4. ožujka − Grover Cleveland postao je 24. predsjednik Sjedinjenih Američkih Država.
- 19. rujna − Novi Zeland postao je prva država koja ženama daje pravo glasa.

### Smrti
- 17. siječnja − Rutherford B. Hayes, 19. predsjednik Sjedinjenih Američkih Država (* 1822.)

## Vanjske poveznice
|  | Zajednički poslužitelj ima još gradiva o temi Politika u 1893. |